# NGC 7012
NGC 7012 هي مجرة إهليلجية كبيرة ومشرقة تبعد حوالي 380 مليون سنة ضوئية من الأرض تقع في كوكبة المجهر. تم اكتشافه من قبل عالم الفلك جون هيرشل في 1 يوليو 1834.

## وصلات خارجية
- NGC 7012 على موقع ويكي سكاي: DSS2, SDSS, GALEX, IRAS, Hydrogen α, X-Ray, Astrophoto, Sky Map, Articles and images